# Фруктан

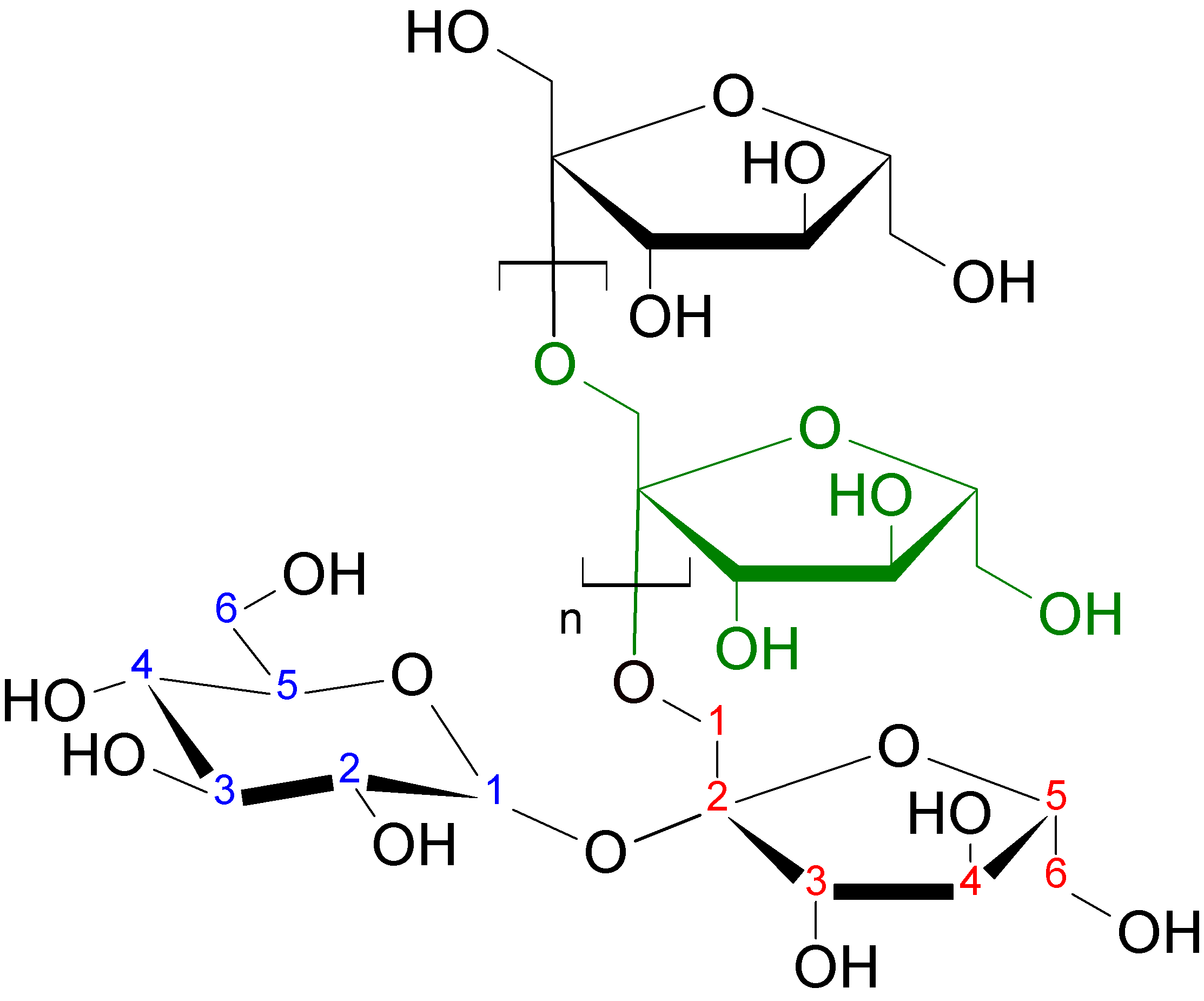
Структурна формула інулінуу

Фруктан — полісахарид, побудований із залишків D-фруктози. Виявлений у вищих рослинах, зелених водоростях і бактеріях. Фруктани або глюкофруктани накопичуються у рослинах у різних формах. Фруктани — продукти трансфруктозилювання сахарози, тому кожна молекула містить один залишок D-глюкози, який не виявляє відновлювальних властивостей. В утворенні глікозитних зв'язків фруктани беруть участь тільки первинні групи –ОН. Особливу групу складають фруктани з коротким ланцюгом, звані фруктоолігосахаріди. Фруктани можна виявити в таких продуктах харчування як агава, артишок, спаржа, цибуля-порей, часник, цибуля (включаючи цибулю-шалот), якон, хікама і пшениця.
Фруктани також містяться в траві, і по одній з версій, можуть бути однією з причин ламініту (запалення копит) у коней та інших травоїдних тварин з родини коневих (Equidae).

## Типи фруктанів

Основні типи фруктанів. Зверху вниз: інулін, Льова, грамінани.

Фруктани поділяють на групи, в залежності від типу зв'язку між залишками фруктози. Зазвичай зв'язок здійснюється по першому (OH-1) або шостому (OH-6) гідроксилу і відповідно до цього виділяють два основні типи фруктанів:
- 1-пов'язані: інулін, залишки фруктози з'єднанні β-2,1.
- 6-пов'язані: леван (або флеін), залишки фруктози з'єднанні β-2,6.

До третьої групи відносяться грамінан-подібні фруктани: в них містяться як β-2,1- так і β-2,6-зв'язки.
Більш складні фруктани утворюються з кестотріозной ланцюга, в якій подовження відбувається з двох сторін. Як і в попередньому випадку, тут виділяють два типи фруктанів:
- неоінуліновий тип: переважають β-2,1-зв'язку
- неолевановий тип: переважають β-2,6-зв'язку

## Функції та синтез
Фруктани виконують роль зберігаючих полісахаридів. Вони зустрічаються, наприклад, у злаків (Flein і флеіноподібні фруктани), а також айстрових (інулін і інуліноподібні фруктани). Помітним винятком є рис, який, будучи злаком, не синтезує фруктани. Вважають, що у рослин фруктани синтезуються з сахарози в вакуолях, однак цей процес ще погано вивчений. Крім накопичувальної функції вони можуть виконувати осмотпротекторну функцію, а також є біологічним антифризами, роблячи рослини більш холодостійкими.
Крім рослин, фруктани можуть синтезуватися низкою бактерій. Фруктан-синтезуючі штами є серед Bacillus, Streptococcus, Pseudomonas, Erwinia, і Actinomyces. В основному вони синтезують β-2,6-пов'язані полісахариди — левани. Синтез леванів відбувається позаклітинно і здійснюється одним ферментом — левансахаразою (Шаблон:Шифр КФ). При зростанні на середовищі, багатому сахарозою, бактерія виділяє цей фермент, який розщеплює сахарозу на глюкозу і фруктозу; при цьому залишок фруктози переноситься на іншу молекулу сахарози. Вся глюкоза споживається мікроорганізмом, а фруктоза полімеризується ферментом з утворенням левана. Після вичерпання глюкози бактерія може розщепити полімер, використовуючи ферменти леванази і поглинути отриману фруктозу. Хоча більшість бактерій синтезує левани, деякі штами Streptococcus mutans, що викликають карієс, синтезують β-2,1-фруктан, за допомогою якого вони можуть кріпиться до зубної емалі.

## Вміст фруктанів у їжі
| Топінамбур                 | 16,0—20,0 % |
| Артишок іспанський         | 2,0—6,8 %   |
| Спаржа                     | 1,4—4,1 %   |
| Ядра ячменю (дуже молодий) | 22 %        |
| Часник                     | 17,4 %      |
| цибуля                     | 1,1—10,1 %  |
| Жито (висівки)             | 7 %         |
| жито (зерно)               | 4,6—6,6 %   |
| Хліб пшеничний (білий)     | 0,7—2,8 %   |
| Пшеничне борошно           | 1—4 %       |
| Макарони                   | 1—4 %       |

## Медичне значення
Застосування фруктану цикорію протягом 3 місяців збільшує засвоєння кальцію на 42% серед жінок у період постменопаузи.